# Califat Omeia
El Califat Omeia (àrab: الدولة الأموية, ad-Dawla al-Umawiyya o الخِلافَةُ الأُمَوِيَّةُ, al-Ḫilāfa al-Umawiyya) (661-750) va ser el segon dels quatre principals califats establerts després de la mort de Mahoma.
El Califat Omeia va governar una gran població multiètnica i multicultural. Als cristians, que encara constituïen la majoria de la població del califat, i als jueus se'ls va permetre practicar la seva pròpia religió, però van haver de pagar un impost tributari (la jizya) del qual estaven exempts els musulmans. Hi havia, però, l'impost zakat, només pels musulmans, que es destinava explícitament a diversos programes de benestar en benefici únicament dels musulmans o dels musulmans conversos. Els cristians, alguns dels quals pertanyien a famílies que havien servit en governs romans d'Orient, van ocupar càrrecs destacats. L'ocupació de cristians formava part d'una política més àmplia d'acomodació religiosa que va ser necessària per la presència de grans poblacions cristianes a les províncies conquerides, com a Síria. Aquesta política també va augmentar la popularitat de Muàwiya i va consolidar Síria com a base de poder. L'època omeia sovint es considera el període formatiu de l'art islàmic. En la seva major extensió, el califat omeia cobria 11.100.000 km², cosa que en feia un dels imperis més extensos de la història.

## Història
El califat estava governat per la dinastia omeia (àrab: ٱلْأُمَوِيُّون, al-umawiyyūn, o بَنُو أُمَيَّة, Banū Umayya, ‘descendents d'Umayya’). El tercer califa del califat dels Raixidun, Uthman ibn Affan (r. 644-656), també era membre del clan omeia.
En arribar al poder Uthman ibn Affan, Alí ibn Abi-Tàlib el va acusar diverses vegades d'ignorar l'Alcorà. Uthman fou asassinat i els omeies van fugir de Medina, quedant l'oposició mestressa de la situació. Es va demanar a Alí d'acceptar el califat que suposadament va rebre el 18 de juny del 656 esdevenint així el quart califa ortodox, i en acceptar el nomenament va ser acusat de participació en el crim, especialment per Muàwiya ibn Abi-Sufyan, governador des de feia temps del Xam i cosí d'Uthman. Es suggeria l'elecció d'un nou califa sense considerar la continuïtat d'Alí. Aleshores els àrbitres van proposar descartar per al califat Alí ibn Abi-Tàlib i Muàwiya i deixar l'elecció a una comissió. Amb la mort per un atemptat d'Alí ibn Abi-Tàlib en 661, Hasan ibn Ali, que només governava la zona al voltant de Kufa, va signar un tractat de pau amb Muàwiya, lliurant-li el poder a condició que fos just per al poble i el mantingués segur, amnistiés els seus seguidors i que després de la seva pròpia mort no establís una dinastia. L'any 661, Muàwiya va ser coronat com a califa en una cerimònia a Jerusalem. Muàwiya va deixar Al-Djabiya i es va traslladar a Damasc, que va esdevenir la capital del califat omeia.
Els omeies van imposar la influencia de la cultura de l'Imperi Romà d'Orient als costums dels àrabs de la península aràbiga i de l'Iraq, nòmades vinculats a les tradicions de l'Imperi Persa, i van establir un govern dinàstic i hereditari amb Muàwiya ibn Abi-Sufyan, i mentre la regió de Síria va continuar sent la principal base de poder dels Omeia, Aràbia perdia la importància política dels temps de Mahoma i primers successors, tot i que la Meca i Medina van continuar sent els nuclis religiosos més importants. Els omeies, que van fer de l'arabisme el puntal bàsic de l'islam, consideraven la religió reservada als àrabs, no tenien interès en la conversió dels altres pobles i només van acceptar que els ciutadans dels pobles conquerits entressin a formar part de la comunitat musulmana en qualitat de mawla dels àrabs d'origen, i no va eximir del pagament de l'impost els no creients, que variava segons el país i els governants de torn. Aquesta actitud restrictiva en matèria religiosa va ser criticada pels que demanaven un islam obert sense restriccions ètniques, i van produir-se diverses revoltes contra Damasc. Muàwiya va combatre l'Imperi Romà d'Orient, al que no van derrotar per complet en no poder prendre Constantinoble i va trobar una forta resistència dels pobles situats als confins de l'Àsia central i el nord de l'Índia.
Al-Hàssan ibn Alí i el seu germà Al-Hussayn es van retirar a Medina, intentant mantenir-se al marge de la implicació política a favor o en contra de Muàwiya. Al-Hàssan, el fill gran d'Alí, morí en 661 i Al-Hussayn esdevé el pretendent alida al títol de califa per la dignitat que li confereix ser fill de califa i net del profeta. Després de la mort d'Hasan, quan els iraquians es van dirigir a Husayn, pel que fa a un aixecament, Husayn els va ordenar que esperessin mentre Muàwiya estigués viu a causa del tractat de pau entre Al-Hàssan i Muàwiya. En l'any 680 Muàwiya mor a Damasc, amb el qual queda oberta de nou la qüestió de la successió al califat, doncs en aquells dies encara no s'ha establert que la dignitat de califa hauria de ser hereditària, encara que tant els omeies com els alides ho pretenien. Muàwiya abans de morir va intentar forçar el pas d'un sistema electiu a un hereditari, en contra del tractat entre al-Hàssan i Muàwiya, proclamant hereu el seu fill Yazid, que fou aclamat com nou califa a Damasc, però això fou contestat en bona part de l'imperi islàmic, entre ells els alides. Yazid va exigir que Husayn li jurés lleialtat i Al-Hussayn s'hi va negar i va abandonar Medina, la seva ciutat natal, per refugiar-se a la Meca l'any 679. Kufa havia estat la capital califal durant els regnats del seu pare i el seu germà, i els kufans, que havien lluitat contra els omeies i els seus aliats sirians durant la guerra civil que va establir el califat omeia, estaven insatisfets amb l'abdicació d'al-Hàssan i molt ressentits del govern omeia, així que van enviar cartes a Al-Hussayn demanant-li que fos el seu imam i li van jurar la seva lleialtat per liderar una rebel·lió contra Yazid, al que al-Hussayn accedeix.

### Segona fitna
A la mort de Muàwiya l'any 680 el seu fill Yazid I trobà l'oposició dels alides, partidaris d'Al-Hussayn ibn Alí, net del profeta Mahoma i fill del califa Alí ibn Abi-Tàlib, que havia estat assassinat, i per escapar de les persecucions omeies els alides van fugir a la Meca. Els conflictes per la successió es coneixen com la segona fitna, Al-Hussayn i molts dels seus més propers seguidors van ser morts per les tropes de Yazid en la batalla de Karbala, que és sovint esmentada com la ruptura definitiva entre els xiïtes i sunnites, i fins aquest dia s'ha commemorat cada any pels musulmans xiïtes en el dia de l'Aixura.
L'exarcat d'Àfrica va aturar les forces d'Uqba ibn Nafi en la batalla de Vescera el 682 i va obligar els musulmans a retirar-se a Egipte, donant a l'exarcat el termini d'una dècada de relativa pau. A la mort de Yazid el va succeir el seu fill i successor designat Muàwiya ibn Yazid, darrer dels califes omeia sufyànides que només regnarà uns mesos, i el poder finalment va caure en mans de Marwan I de la branca omeia marwànida en 684. Els partidaris d'Abd-Al·lah ibn az-Zubayr es van posar a la defensiva, i Mússab ibn az-Zubayr a Bàssora i l'Iraq va actuar com a independent, derrotant a Mukhtar a Kufa en 687, i els kharigites bakrites s'havien establert al Najd oriental i sota la direcció de Najda van ocupar la província de Bahrein i el 687-688 van passar a Hadramaut i el Iemen ocupant Taïf el 688/689. El 691 els omeies van recuperar Iraq després de la batalla de Dayr al-Jathalik, i Abd-al-Màlik ibn Marwan va enviar el general al-Hajjaj ibn Yússuf a ocupar la Meca després del setge de la Meca (692). El setge va començar el 25 de març del 692 i va durar més de sis mesos. Els partidaris d'Ibn az-Zubayr es van anar rendint i fins i tot els seus propis fills. Llavors pressionat per la seva mare va agafar les armes i va marxar al combat amb els més fidels, caient mort al camp de batalla el 3 de novembre del 692. El seu cadàver fou exhibit públicament i després lliurat a la seva mare per a l'enterrament a Medina.
En 697 el comandant musulmà Hassan ibn al-Nu'man, amb una força de 40.000 soldats va prendre Cartago sense oposició i va seguir amb la seva campanya, i l'emperador va enviar una força expedicionària romana, que incloïa visigots enviats a defensar l'exarcat per Vítiza, que va témer que l'extensió musulmana arribés als seus dominis. En un atac sorpresa van aconseguir ocupar la ciutat i fer fugir la guarnició, però Hassan ibn al-Nu'man va aturar la seva campanya, va retornar a la ciutat, on va derrotar els defensors. Molts visigots van lluitar a mort i els musulmans van reduir Cartago a runa, tal com ho havien fet segles abans els romans. vers la primavera del 698, el governador d'Egipte Abd-al-Aziz ibn Marwan, germà del califa va substituir Hassan ibn al-Nu'man pel seu protegit Mussa ibn Nussayr, qui amb els seus fills Abd-Al·lah i Abd-al-Aziz ibn Mussa ibn Nussayr derrotà els Hawwara, els Zanata i els Kutama al Magrib, i va continuar el seu avanç cap a Tànger i el Sus.
Al-Walid va ampliar la grandària del seu exèrcit i va desenvolupar una marina de guerra ben forta, i el seu regnat es considera l'àpex del poder islàmic, un regnat de pau excepte les conquestes externes. El 710 Tàriq va manar a Tarif ibn Màlik de fer una petita expedició a la península Ibèrica, va travessar l'estret el 711, segurament com aliat del pretendent Àquila (que tenia el suport de la Tarraconense i la Septimània), i va derrotar en la batalla de Guadalete el rei visigot Roderic (que tenia el seu suport principal a la Bètica i Lusitània), i es va apoderar del tresor reial visigot. Tot seguit ocupà Medina-Sidònia, Carmona i Sevilla sense lluita,i avançà fins ocupar la península.
Amb el pretext d’actes de pirateria i maltractaments freqüentment infligits als comerciants i navegants àrabs, Al-Walid I, va enviar una expedició de dotze mil genets i camellers al Balutxistan i Sind l'any 711, liderada per Muhàmmad ibn al-Qàssim (el nom del qual va ser donat al segon port de Karachi), que van derrotar l'exèrcit de Raja Dahir, de 50.000 efectius. La râja és assassinada, els soldats decapitats i la regió lliurada a l'espoli. L'expedició va arribar fins al nord a Multan, incorporant la Transoxiana i el Sind. Les incursions àrabs van penetrar cada vegada més a Anatòlia des de 712, amb l'objectiu final de llançar un assalt a la mateixa Constantinoble, que fou rebutjat i es considerada com una de les batalles més importants de la història, aturant l'avanç musulmà cap al sud-est d'Europa durant segles.
Sulayman ibn Abd-al-Màlik, successor d'Al-Walid va conquerir el Gurgan i el Tabaristan i va fracassar en el setge de Constantinoble, que va iniciar en 717 i el seu successor Úmar ibn Abd-al-Aziz va aixecar en 718. A les fronteres va continuar l'expansió que s'havia aturat amb Úmar es van fer campanyes contra els francs, a Sardenya, i contra els romans d'Orient a Sicília i a Anatòlia; al Caucas va combatre contra els khàzars i a Àsia central contra els turcs a Transoxiana.
Després del fracàs de capturar Constantinoble entre 717 i 718, els omeies van desviar la seva atenció durant un temps cap a un altre lloc, permetent als romans passar a l'ofensiva i aconseguir alguns guanys a Armènia. A partir del 720/721, però, els exèrcits àrabs van reprendre les seves expedicions contra l'Anatòlia romana d'Orient, encara que ara ja no tenien com a objectiu la conquesta, sinó les incursions a gran escala, el saqueig i la devastació del camp i només ocasionalment atacant forts o grans assentaments. Amb els darrers califes omeies i els primers abbàssides la frontera entre l'Imperi Romà d'Orient i el califat es va estabilitzar al llarg de les muntanyes del Taure. Al costat àrab, Cilícia va estar permanentment ocupada i les ciutats que havien quedat desertes, com Adana, Mopsuèstia i Tars, van ser refortificades i repoblades sota els primers abbàssides, i a l'Alta Mesopotàmia, llocs com Maraix, al-Hadath i Malatya es van convertir en grans centres militars. Aquestes dues regions van arribar a formar les dues meitats d'una nova zona fronterera fortificada amb l'Imperi Romà d'Orient, al-Thughur.

### El final de la dinastia
Quan van començar els conflictes que van posar fi a la dinastia, el califa Marwan II va traslladar la capital a Haran en 744. El suport a la revolució abbàssida va venir de persones de diversos orígens, amb quasi tots els nivells de la societat recolzant l'oposició armada al govern omeia. Això es va veure especialment pronunciat entre els musulmans d'origen no àrab, encara que també els àrabs musulmans es ressentien del govern omeia i l'autoritat centralitzada sobre el seu estil de vida nòmada.{ Tant els sunnites com els xiïtes van donar suport als esforços per enderrocar als omeies, a l'igual dels súbdits no musulmans de l'imperi que es ressentien per la discriminació religiosa.
Els abbàssides des del 750 es van establir a Bagdad. La dinastia de gran part del món islàmic va ser finalment enderrocada per una rebel·lió dirigida pels abbàsides el 750. Els supervivents de la dinastia es van establir a Còrdova que, en forma d'emirat i després de califat, es va convertir en un centre mundial de ciència, medicina, filosofia i invenció durant l'edat d'or de l'islam.

## Organització social
El califat omeia tenia quatre classes socials principals:
- Àrabs musulmans
- Musulmans no àrabs
- Dhimmis (persones lliures no musulmanes com cristians, jueus i zoroastrians)
- Esclaus

Els àrabs musulmans estaven al capdamunt de la societat i veien com el seu deure governar sobre les zones conquerides. Els musulmans àrabs tenien una estima més alta que els no àrabs musulmans i, generalment, no es barrejaven amb altres musulmans.
A mesura que l’islam es va estendre, cada vegada més la població musulmana estava formada per no àrabs. Això va provocar malestar social, ja que als nous conversos no se'ls van donar els mateixos drets que els àrabs musulmans. A més, a mesura que augmentaven les conversions, els ingressos fiscals de persones no musulmanes disminuïen a mínims perillosos. Aquestes qüestions van continuar empitjorant fins que van ajudar a provocar la Revolta Abbàssida a la dècada del 740.

### No musulmans
Els grups no musulmans del califat omeia, que incloïen cristians, jueus, zoroastrians i pagans, eren anomenats dhimmis. Se’ls va atorgar un estatus 
com a ciutadans de segona classe sempre que acceptessin i reconeguessin la supremacia política dels musulmans governants, és a dir, pagaven un impost, conegut com a jizya, que els musulmans no havien de pagar, però en canvi pagaven l'impost zakat. Si es convertien a l’islam, deixaven de pagar jizya i en canvi pagaven zakat.
Tot i que els omeies van ser durs a l’hora de derrotar els seus adversaris zoroastrians, van oferir protecció i relativa tolerància religiosa als zoroastrians que van acceptar la seva autoritat. De fet, es va informar que Umar II va dir en una de les seves cartes que manava no «destruir una sinagoga o una església o temple d'adoradors del foc (els zoroastrians) sempre que s'hagin reconciliat i acordat amb els musulmans». Fred Donner diu que els zoroastrians del nord de l'Iran van ser difícils de penetrar pels "creients", guanyant una autonomia pràcticament completa a canvi de tributs o jizyah. Donner afegeix: "Els zoroastrians van continuar existint en gran nombre al nord i a l'oest de l'Iran i en altres llocs durant segles després de l'ascens de l'islam, i de fet, gran part del cànon dels textos religiosos zoroastrians va ser elaborat i escrit durant el període islàmic".
Cristians i jueus encara van continuar produint grans pensadors teològics dins de les seves comunitats, però a mesura que passava el temps, molts intel·lectuals es van convertir a l'islam, cosa que va provocar la manca de grans pensadors a les comunitats no musulmanes. Entre els escriptors cristians importants del període omeia hi ha el teòleg Joan de Damasc, el bisbe Cosmes de Jerusalem, el papa Benjamí I d’Alexandria i Isaac de Nínive.
Tot i que els no musulmans no podien ocupar els càrrecs públics més alts de l'imperi, ocupaven molts càrrecs burocràtics dins del govern. Un exemple important d’ocupació cristiana al govern omeia és el de Sarjun ibn Mansur. Va ser un oficial cristià melquita del primer califat omeia. Fill d'un destacat funcionari romà d'Orient de Damasc, era un dels favorits dels primers califes omeies Mu'awiya I i Yazid I, i va exercir de cap de l'administració fiscal de Síria des de mitjan segle vii fins a l'any 700, quan el califa Abd al-Màlik ibn Marwan el va destituir com a part dels seus esforços per arabitzar l'administració del califat. Segons els historiadors musulmans Al-Baladhurí i Al-Tabari, Sanjur era un mawla del primer califa omeia, Muàwiya I (r. 661-680), exercint de "secretari i responsable dels seus afers". Les hagiografies, encara que menys fiables, també li assignen un paper a l'administració, fins i tot com a "governant" (arcont o fins i tot emir) de Damasc i els seus voltants, on era l'encarregat de cobrar els impostos segons fonts posteriors com la d'Al-Massudí. Sarjun ibn Mansur va ser substituït per Sulayman ibn Sa'd al-Khushani, un altre cristià.
El matrimoni de Muàwiya amb Maysun bint Bahdal (la mare de Yazid) va tenir una motivació política, ja que era la filla del cap de la tribu dels kalbites, que era una gran tribu àrab cristiana ortodoxa a Síria. Els kalbites s'havien mantingut en gran manera neutrals quan els musulmans van entrar per primera vegada a Síria. Després de la plaga que va matar gran part de l'exèrcit musulmà a Síria, en casar-se amb Maysun, Muàwiya va utilitzar els cristians ortodoxos sirians contra els romans d'Orient.
Tom Holland escriu que "Muàwiya va tractar bé cristians, jueus, samaritans i maniqueus. Muàwiya fins i tot va restaurar la catedral d'Edessa després d'haver estat enderrocada per un terratrèmol. Tot i que Muàwiya va seguir amb les seves guerres contra els romans, els seus súbdits, deixats de ser trepitjats pels exèrcits rivals, i no dividits més per torres de vigilància hostils, van conèixer finalment la pau. La justícia va florir en el seu temps i hi va haver una gran pau a les regions sota el seu control. Va permetre que tothom visqués com volgués".

## Llegat

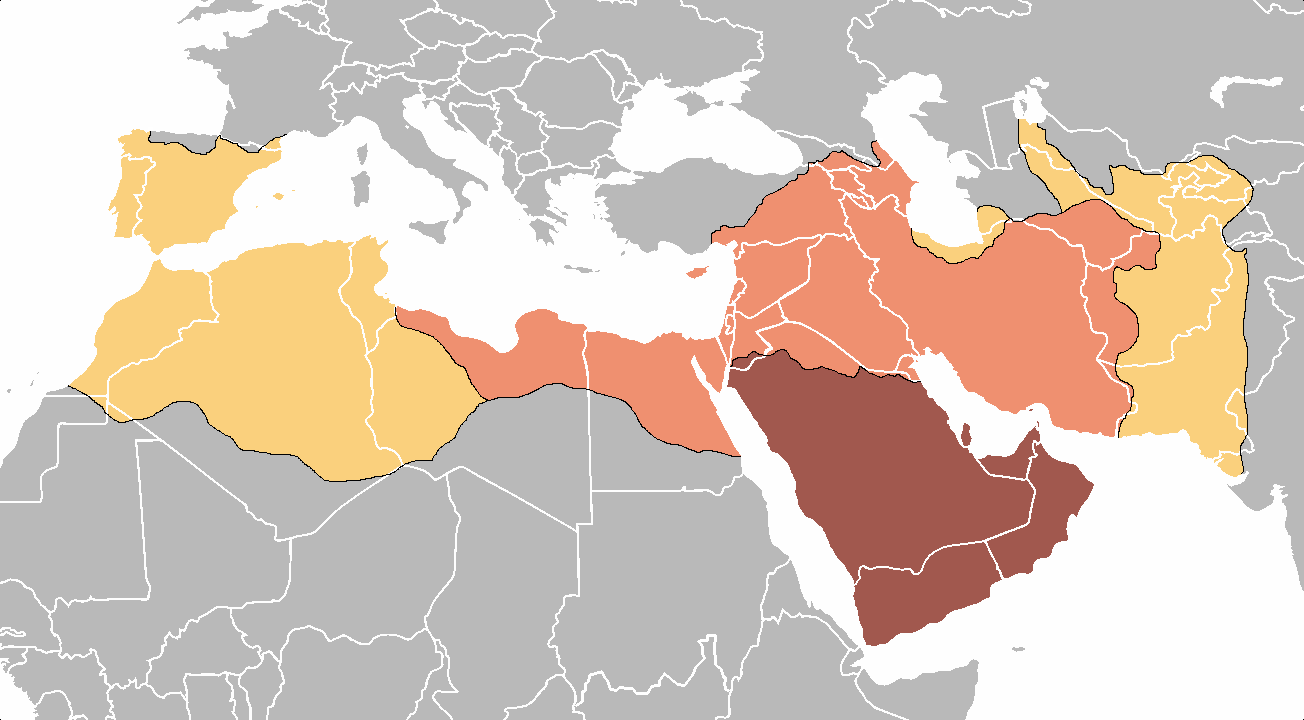
Mapa de l'expansió del califat

La família de Muàwiya I, inclosos els seus progenitors, Abu-Sufyan ibn Harb i la seva dona Hind bint Utba, eren originàriament opositors a l'islam i particularment a Mahoma fins a la conquesta de la Meca, però es van convertir a la religió el 630. No obstant això, molts llibres antics d'història, com per exemple, La conquesta islàmica de Síria Fatuhusham, per al-Imam al-Waqidi, afirmen que, després de la seva conversió a l'islam, Mahoma va nomenar el comandant de l'exèrcit Abu Sufyan ibn Harb, el pare de Muàwiya I i el seu germà Yazid ibn Abi Sufyan. Muàwiya I, Abu Sufyan ibn Harb, Yazid ibn Abi Sufyan i Hind bint Utba van lluitar en la batalla del Yarmuk. La derrota de l'emperador romà d'Orient Heracli en la batalla del Yarmuk va obrir el camí a l'expansió musulmana cap a Jerusalem i Síria.
El 639, Muàwiya va ser nomenat governador de Síria pel segon califa, Úmar, després que els dos governadors anteriors —el seu germà Yazid ibn Abi-Sufyan i, abans que ell, Abu-Ubaidah ibn al-Jarrah— morissin en una plaga, juntament amb 25.000 persones més. Amr ibn al-As va ser enviat a enfrontar-se a l'exèrcit romà a Egipte. Úmar li va demanar a Muàwiya que es defensés d'un previsible atac romà. Muàwiya va començar a buscar aliats: es va casar amb Maysum, la filla del cap dels kalbites, una gran tribu àrab cristiana jacobita a Síria. El seu matrimoni amb Maysum va tenir una motivació política. Muàwiya ara podria utilitzar els cristians jacobites contra els romans, restablint les files de l'exèrcit, esgotat per la pesta. L'esposa de Muàwiya, Maysum (mare de Yazid), també era cristiana jacobita. Amb pocs recursos i els romans d'Orient a la frontera, Muàwiya va treballar en cooperació amb la població cristiana local. Per aturar l'assetjament romà d'Orient des del mar durant les guerres arabo-romanes, el 649 Muàwiya va establir una armada, que era tripulada per cristians monofisites, coptes i mariners cristians sirians jacobites i tropes musulmanes.
Muàwiya va ser un dels primers a adonar-se de la importància de tenir una marina; mentre la flota romana d'Orient pogués navegar pel Mediterrani sense oposició, les costes de Síria, Palestina i Egipte mai no serien segures. Muàwiya, juntament amb Abd-Al·lah ibn Sad, el nou governador d'Egipte, va convèncer amb èxit a Uthman de donar-los permís per construir una gran flota a les drassans d'Egipte i Síria. El primer enfrontament naval real entre la marina musulmana i la romana d'Orient va ser l'anomenada batalla dels Pals (Dhat al-sawari), o batalla de Fènix, davant de la costa de Lícia el 655, on la victòria musulmana resultant va obrir la Mediterrània. Muàwiya I va arribar al poder després de la mort d’Ali i va establir una dinastia.

## Llista de califes

Arbre genealògic dels omeies. En blau: el califa Uthman, un dels quatre califes del primer califat. En verd, els califes omeies de Damasc. En groc, els emirs omeies de Còrdova. En taronja, els califes omeies de Còrdova. Abd Al-Rahman III va ser emir fins al 929 quan es va proclamar califa. S'hi inclou Mahoma (en majúscules) per mostrar el parentiu dels omeies amb ell.

| Califa                                           | Regnat                          |
| ------------------------------------------------ | ------------------------------- |
| Califes de Damasc                                |                                 |
| Muàwiya I                                        | 28 juliol 661 – 27 abril 680    |
| Yazid I                                          | 27 abril 680 – 11 novembre 683  |
| Muàwiya II                                       | 11 novembre 683 – juny 684      |
| Marwan I                                         | juny 684 – 12 abril 685         |
| Abd-al-Màlik ibn Marwan                          | 12 abril 685 – 8 octubre 705    |
| Al-Walid I                                       | 8 octubre 705 – 23 febrer 715   |
| Sulayman                                         | 23 febrer 715 – 22 setembre 717 |
| Úmar II                                          | 22 setembre 717 – 4 febrer 720  |
| Yazid II                                         | 4 febrer 720 – 26 gener 724     |
| Hixam                                            | 26 gener 724 – 6 febrer 743     |
| Al-Walid II                                      | 6 febrer 743 – 17 abril 744     |
| Yazid III                                        | 17 abril 744 – 4 octubre 744    |
| Ibrahim                                          | 4 octubre 744 – 4 desembre 744  |
| Marwan II (va governar des d'Haran, a la Jazira) | 4 desembre 744 – 25 gener 750   |